# Eivind Aadland
Eivin Aadland (Bergen, 19 settembre 1956) è un direttore d'orchestra e violinista norvegese.
È stato il direttore della European Union Chamber Orchestra e dell'Orchestra Filarmonica di Bergen. Ha diretto le maggiori orchestre norvegesi, incluse la Filarmonica di Oslo, e si è esibito in giro per il mondo come solista, registrando numerosi dischi; è il direttore dell'Orchestra Sinfonica di Trondheim.